# Simulium taipokauense
Simulium taipokauense es una especie de insecto del género Simulium, familia Simuliidae, orden Diptera.
Fue descrita científicamente por Takaoka, Davies & Dudgeon, 1995.